# Nati nel 1516
| Questa pagina contiene informazioni ricavate automaticamente dalle voci biografiche con l'ausilio del template Bio e di un bot. L'aggiornamento è periodico e automatico e ricostruisce completamente la pagina. Se manca una persona in questa lista, sei pregato di non aggiungerla, ma accertati piuttosto che la sua voce biografica contenga il template Bio e che i dati anagrafici siano correttamente compilati. Se il template Bio manca, inseriscilo tu stesso o, in alternativa, metti l'avviso {{tmp\|Bio}} che ne segnala la mancanza. Se i dati riportati sono sbagliati, correggi direttamente la voce biografica; le modifiche saranno visibili in questa lista entro pochi giorni. Per chiarimenti vedi il progetto biografie. La lista contiene solo le 70 persone che sono citate nell'enciclopedia e per le quali è stato implementato correttamente il template Bio. Pagina aggiornata al 18 lug 2025. |

## Gennaio(4)
- 1º gennaio - Margherita Leijonhufvud, regina svedese († 1551)
- 14 gennaio - Herluf Trolle, ammiraglio danese († 1565)
- 16 gennaio - Bayinnaung, sovrano, generale e condottiero birmano († 1581)
- 22 gennaio - Agostino Barbarigo, ammiraglio italiano († 1571)

## Febbraio(3)
- 2 febbraio - Girolamo Zanchi, teologo italiano († 1590)
- 16 febbraio - Prospero Sogari, scultore e architetto italiano († 1584)
- 18 febbraio - Maria I d'Inghilterra, regina inglese († 1558)

## Marzo(1)
- 26 marzo - Conrad Gessner, naturalista, teologo e bibliografo svizzero († 1565)

## Aprile(1)
- 16 aprile - Tabinshwehti, sovrano birmano († 1550)

## Maggio(1)
- 16 maggio - Guglielmo Grataroli, medico e filosofo italiano († 1568)

## Luglio(2)
- 27 luglio - Emilia di Sassonia († 1591)
- 28 luglio - Guglielmo di Jülich-Kleve-Berg, duca tedesco († 1592)

## Agosto(1)
- 13 agosto - Hieronymus Wolf, umanista e storico tedesco († 1580)

## Settembre(3)
- 2 settembre - Francesco I di Nevers, nobile e militare francese († 1561)
- 9 settembre - Francesco Robortello, umanista italiano († 1567)
- 21 settembre - Matthew Stuart, nobile scozzese († 1571)

## Ottobre(5)
- 4 ottobre - Arcangelo de' Bianchi, cardinale e vescovo cattolico italiano († 1580)
- 23 ottobre - Carlotta di Francia, principessa francese († 1524)
- 23 ottobre - Lorenzo Lenzi, vescovo cattolico, diplomatico e letterato italiano († 1571)
- 26 ottobre - Margherita di Vendôme, nobile francese († 1559)
- 27 ottobre - Ruy Gómez de Silva, nobile portoghese († 1573)

## Novembre(1)
- 1º novembre - Francesco d'Este, nobile italiano († 1578)

## Dicembre(4)
- 9 dicembre - Modestinus Pistoris, giurista tedesco († 1565)
- 15 dicembre - Marcantonio Giustinian, editore, tipografo e ambasciatore italiano († 1571)
- 23 dicembre - Johann Jakob Fugger, banchiere e mecenate tedesco († 1575)
- 25 dicembre - Richard Bertie, politico inglese († 1582)

## Senza giorno specificato(44)
- Alice Arden, assassina inglese († 1551)
- Antonio Bernieri, pittore e incisore italiano († 1564)
- Giovan Battista Bertani, architetto italiano († 1576)
- Hartmann Beyer, teologo tedesco († 1577)
- Giorgio Biandrata, medico italiano († 1588)
- Domenico Brusasorzi, pittore italiano († 1567)
- Bonifacio Caetani, IV duca di Sermoneta, militare italiano († 1574)
- Giovanni Battista Castiglione, umanista italiano († 1598)
- Eucharius Cervicornus, tipografo tedesco († 1547)
- Chōjirō, ceramista giapponese († 1592)
- Realdo Colombo, anatomista e scienziato italiano († 1559)
- Jerónimo Doménech, gesuita spagnolo († 1592)
- Georg Fabricius, poeta e umanista tedesco († 1571)
- Giovanni Fabrini, grammatico, linguista e umanista italiano († 1580)
- Bertoldo Farnese, condottiero italiano († 1560)
- Girolamo Federici, vescovo cattolico e giurista italiano († 1579)
- John Foxe, teologo e storico britannico († 1587)
- Nicolaus Gallus, teologo tedesco († 1570)
- Lope García de Castro, spagnolo († 1576)
- James Hamilton, nobile scozzese († 1575)
- Carlo I di Hohenzollern, nobile († 1576)
- Klemens Janicki, poeta polacco († 1543)
- Juan Jufré, esploratore spagnolo († 1578)
- Kumabe Chikanaga, sovrano († 1588)
- Hans Mielich, pittore tedesco († 1573)
- Sebastiano Montelupi, mercante e banchiere italiano († 1600)
- Oda Nobumitsu, militare giapponese († 1556)
- Juan Pérez de Zurita, esploratore spagnolo († 1595)
- Orazio Pompei, ceramista italiano
- Álvaro de la Quadra, vescovo cattolico e diplomatico spagnolo († 1563)
- Renato I di Rohan, condottiero francese († 1552)
- Camilla de' Rossi, nobile italiana († 1543)
- Diego Sandoval de Castro, poeta italiano († 1546)
- Antonio Scarampi, vescovo cattolico italiano († 1576)
- Alessandro Strozzi, vescovo cattolico italiano († 1568)
- Suwa Yorishige, militare giapponese († 1544)
- André Thevet, scrittore e esploratore francese († 1590)
- Aurelio Tibaldeschi, vescovo cattolico italiano († 1585)
- Diego de Urbina, pittore spagnolo
- Jan Utenhove, scrittore fiammingo († 1566)
- Frances de Vere, nobildonna inglese († 1577)
- John de Vere, XVI conte di Oxford, conte britannico († 1562)
- Francisco de Montesdoca, nobile e militare spagnolo († 1597)
- Şehzade Mustafa, principe ottomano († 1553)